# Världsmästerskapen i alpin skidsport 1985
Världsmästerskapen i alpin skidsport 1985 arrangerades den 31 januari–10 februari 1985 i Bormio i Italien.

## Herrar

### Störtlopp
Datum: 3 februari 1985

| Placering | Land    | Namn              | Tid     |
| --------- | ------- | ----------------- | ------- |
| 1         | Schweiz | Pirmin Zurbriggen | 2.06,68 |
| 2         | Schweiz | Peter Müller      | 2.06,79 |
| 3         | USA     | Doug Lewis        | 2.06,82 |

### Storslalom
Datum: 7 februari 1985

| Placering | Land         | Namn              | Tid     |
| --------- | ------------ | ----------------- | ------- |
| 1         | Västtyskland | Markus Wasmeier   | 2.28,90 |
| 2         | Schweiz      | Pirmin Zurbriggen | 2.28,95 |
| 3         | Luxemburg    | Marc Girardelli   | 2.29,22 |

### Slalom
Datum: 10 februari 1985

| Placering | Land      | Namn            | Tid     |
| --------- | --------- | --------------- | ------- |
| 1         | Sverige   | Jonas Nilsson   | 1.38,82 |
| 2         | Luxemburg | Marc Girardelli | 1.38,88 |
| 3         | Österrike | Robert Zoller   | 1.39,35 |

### Alpin kombination
Datum: 5 februari 1985

| Placering | Land      | Namn               | Poäng |
| --------- | --------- | ------------------ | ----- |
| 1         | Schweiz   | Pirmin Zurbriggen  | 7,67  |
| 2         | Österrike | Ernst Riedlsperger | 37,84 |
| 3         | Schweiz   | Thomas Bürgler     | 39,41 |

## Damer

### Störtlopp
Datum: 3 februari 1985

| Placering | Land      | Namn                | Tid     |
| --------- | --------- | ------------------- | ------- |
| 1         | Schweiz   | Michela Figini      | 1.26,96 |
| 2         | Schweiz   | Ariane Ehrat        | 1.28,57 |
|           | Österrike | Katharina Gutensohn | 1.28,57 |

### Storslalom
Datum: 6 februari 1985

| Placering | Land      | Namn               | Tid     |
| --------- | --------- | ------------------ | ------- |
| 1         | USA       | Diann Roffe        | 2.18,53 |
| 2         | Österrike | Elisabeth Kirchler | 2.19,13 |
| 3         | USA       | Eva Twardokens     | 2.19,21 |

### Slalom
Datum: 9 februari 1985

| Placering | Land      | Namn                | Tid     |
| --------- | --------- | ------------------- | ------- |
| 1         | Frankrike | Perrine Pelen       | 1.29,58 |
| 2         | Frankrike | Christelle Guignard | 1.29,93 |
| 3         | Italien   | Paoletta Magoni     | 1.29,98 |

### Alpin kombination
Datum: 4 februari 1985

| Placering | Land      | Namn            | Poäng |
| --------- | --------- | --------------- | ----- |
| 1         | Schweiz   | Erika Hess      | 18,72 |
| 2         | Österrike | Sylvia Eder     | 34,42 |
| 3         | USA       | Tamara McKinney | 44,45 |

## Medaljligan
| Placering | Land         | Gold | Silver | Brons | Totalt |
| --------- | ------------ | ---- | ------ | ----- | ------ |
| 1         | Schweiz      | 4    | 3      | 1     | 8      |
| 2         | Frankrike    | 1    | 1      | -     | 2      |
| 3         | USA          | 1    | -      | 3     | 4      |
| 4         | Västtyskland | 1    | -      | -     | 1      |
|           | Sverige      | 1    | -      | -     | 1      |
| 6         | Österrike    | -    | 4      | 1     | 5      |
| 7         | Luxemburg    | -    | 1      | 1     | 2      |
| 8         | Italien      | -    | -      | 1     | 1      |